# Кешування зображення
Кешування зображення — цифрова технологія фото і відеозйомки, яка дозволяє зберігати зображення подій, що відбулися до натискання на кнопку запису зйомки. Ця технологія доступна в цифрових відеокамерах та фотоапаратах, які здатні регулювати витримку без затвора часом зчитування зарядів із матриці.
| Фотоапарат | Це незавершена стаття з фотографії. Ви можете допомогти проєкту, виправивши або дописавши її. |